# 濡れまんじゅう
「濡れまんじゅう」(ぬれまんじゅう、NUREMANJYUU)は、GYAO!で2011年1月から2011年10月まで収録・配信された番組。現在は過去収録分が配信されている。(もっとよしもと(旧よしもとオンライン)で先行ライブ配信される。)

## 概要
野性爆弾の2人とスタッフが視聴者からの疑問、質問、要望に応えていく番組である。

放送開始時点での番組名は「結果オーライ」だったが、初回配信での川島の提案で「濡れまんじゅう」に変更された。

現在、スタッフはあべさん、イエッチ、サイモンの3人。

スタッフが予め疑問を解決するためのロケなどを用意して野性爆弾に提案すると、川島が嫌がるというやり取りがお約束になっている。

撮影場所は、現時点では東京吉本本社内がメインだが、ロケも行われている。

番組のオープニングテーマやインターネットのバナーは、川島が作成したものである。

各メンバーは、視聴者のミヤタさんが作成したメンバーをキャラ化したフェルト製のバッジをしている。

## 出演者

### レギュラー出演
- 野性爆弾
  - 川島邦裕
  - ロッシー
- スタッフ
  - あべさん
  - イエッチ
  - サイモン

### ゲスト出演
- 藤本敏史（FUJIWARA）
- GO!皆川
- 児玉智洋（ジューシーズ）
- 池谷賢二（犬の心）
- 熊谷岳大（ガリットチュウ）
- 藤森慎吾（オリエンタルラジオ）
- 阿部智則（POISON GIRL BAND）
- タケト（Bコース）
- 大地洋輔（ダイノジ）
- おもしろ佐藤（御茶ノ水男子）
- しいはしジャスタウェイ（御茶ノ水男子）
- ムーディ勝山
- ハブ（Bコース）
- 竹若元博（バッファロー吾郎）
- 佐田正樹（バッドボーイズ）
- かじがや卓哉
- 金田哲（はんにゃ）
- 河本準一（次長課長）
- 水口靖一郎（ソラシド）
- ナベ（Bコース）